# Friedrich Grundmann
Friedrich Wilhelm Grundmann (ur. 26 listopada 1804 w Berthelsdorf − obecnie część miasta Hainichen − Saksonia, zm. 30 lipca 1887 w Katowicach) − niemiecki przedsiębiorca.

## Życie
Kiedy miał 7 lat, z ojcem przeniósł się do Tarnowskich Gór, gdzie ukończył ewangelicką szkołę podstawową. W tarnogórskiej szkole górniczej, do której uczęszczał, poznał Franciszka Wincklera. Pracował w kopalniach Królowa Luiza w Zabrzu i Król w Królewskiej Hucie (obecnie Chorzów). Był sztygarem w tarnogórskiej Friedrichsgrube i nauczycielem w szkole górniczej. Po śmierci Franza Wincklera w 1851 r. został zarządcą dóbr rodziny Wincklerów. Dokonał w nich gruntownych przemysłowych przemian, wraz z budowniczym Heinrichem M. A. Nottebohmem był autorem koncepcji rozbudowy miejskiej Katowic. Skutecznie zabiegał o nadanie Katowicom praw miejskich, co nastąpiło w 11 września 1865 r. W 1857 roku w Opolu założył cementownię Portland Zementwerke. Na rzecz Katowic pracował do 1872 r., kiedy to przeszedł na emeryturę.
Honorowy obywatel Miasta Katowice.
Jego nazwisko nosiła do I wojny światowej dzisiejsza ul. 3 Maja w centrum Katowic, a obecnie odcinek nowo wybudowanej obwodnicy śródmiejskiej pomiędzy ulicami Gliwicką a Chorzowską.

## Willa Grundmanna

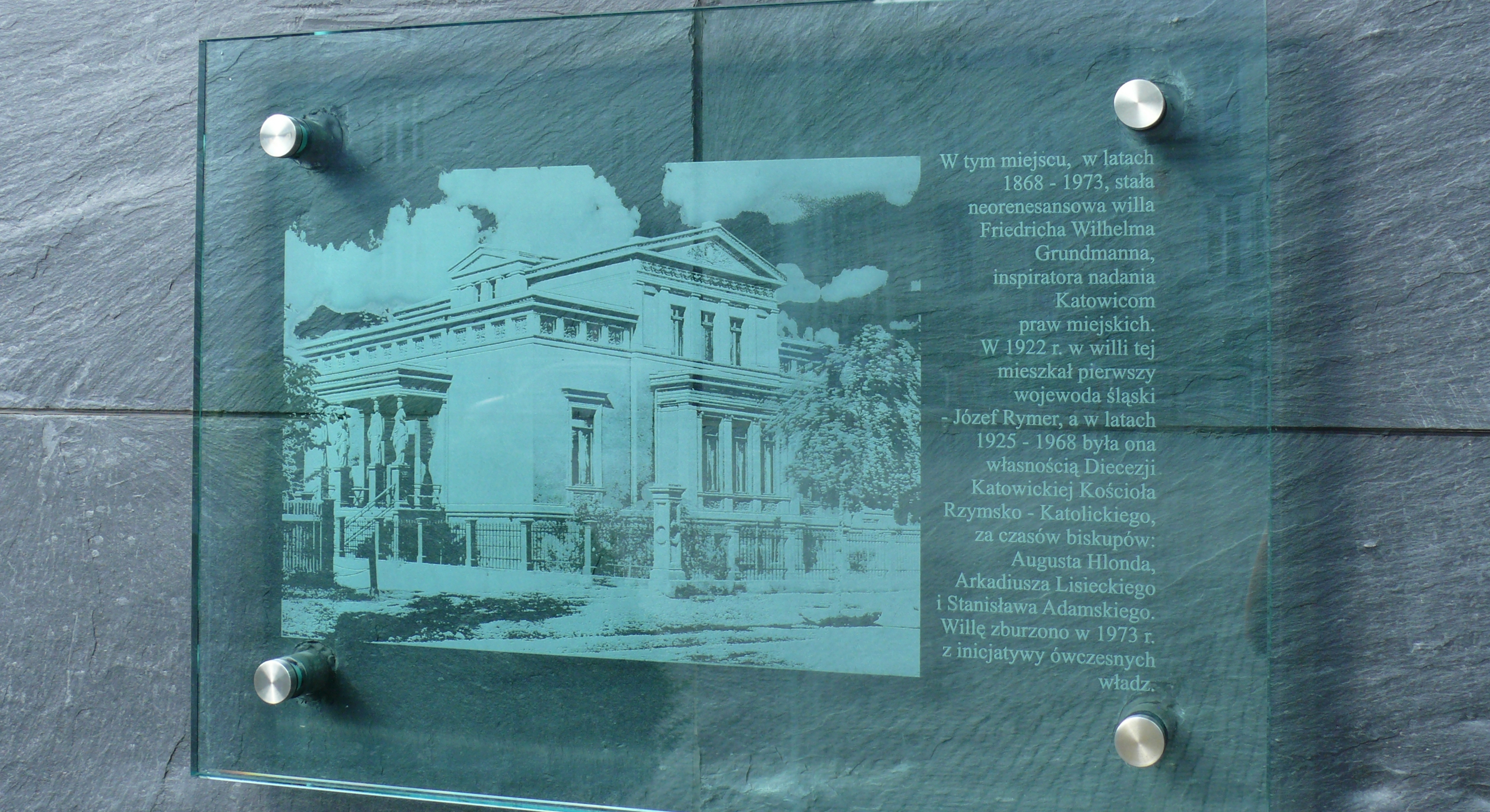
Szklana plakieta z obrazem przedstawiającym Willę Grundmanna

Willa Grundmana, utrzymana w eklektycznej konwencji przypominającą tzw. szkołę Beaux-Arts, była usytuowaną na rogu ulicy Warszawskiej i ulicy Bankowej. W budynku tym mieszkał w okresie międzywojennym Józef Rymer, zatrzymał się w nim marszałek Józef Piłsudski, a później mieściła się tu katowicka Kuria Biskupia i przez krótki czas mieszkał późniejszy prymas kard. August Hlond.
Służyła ona po roku 1945 jako siedziba Urzędu Stanu Cywilnego. W 1973 została rozebrana, min. ze względu na odniesienie do postaci Grundmana pośród władz PRL. Obecnie budynek upamiętnia niewielka szklana plakieta na ścianie stojącego w tym miejscu nowego budynku Narodowego Banku Polskiego.